# Volkslieder-Hits (Freddy-Quinn-Album, 1971)
Volkslieder-Hits ist das neunte Kompilationsalbum des österreichischen Schlagersängers Freddy Quinn, das 1971 im Musiklabel Polydor als Schallplatte (Nummer 2459 044) und Kompaktkassette (Nummer 3224 011) im Rahmen der Serie Volkslieder-Hits erschien. Das phonographische Copyright lag bei Polydor International GmbH, die Herstellung erfolgte durch die Deutsche Grammophon GmbH. Bei der Schallplattenversion wurde der Druck durch die Gerhard Kaiser GmbH und der Acetatlackschnitt durch die Phonodisc GmbH durchgeführt. Die Veröffentlichung geschah unter der Rechtegesellschaft Gesellschaft für musikalische Aufführungs- und mechanische Vervielfältigungsrechte.

## Schallplattenhülle
Auf der Schallplattenhülle ist ein kleines Bild von Freddy Quinn unter der Aufschrift „Volkslieder-Hits“ zu sehen, darüber befindet sich in Großbuchstaben der Schriftzug „Freddy“. Bei der Kompaktkassettenhülle ist das Bild von Freddy Quinn kleiner als auf der Schallplattenhülle. Bei beiden Versionen sind alle Liedtitel in weißer Schrift auf der Hülle angeführt.

## Musik
Lieder dieses Kompilationsalbums wurden von Freddy Quinn in folgenden Studioalben veröffentlicht – Der Junge von St. Pauli ist das einzige als Single veröffentlichte Lied:
- Auf hoher See (1961)
  - Hamborger Veermaster
  - Heut’ geht’s an Bord
  - Wir lagen vor Madagaskar
- Freddy auf großer Fahrt (1962)
  - Hamborger Veermaster
  - Heut’ geht’s an Bord
  - Wir lagen vor Madagaskar
- Die Stimme der Heimat (1965)
  - Nun ade, du mein lieb Heimatland
  - Horch, was kommt von draußen rein
  - Lustig ist das Zigeunerleben
  - Weißt du wieviel Sternlein stehen
  - Du, du liegst mir am Herzen
  - Am Brunnen vor dem Tore
  - Kein schöner Land
- Das Lied der Heimat (1967)
  - Horch, was kommt von draußen rein
  - Nun ade, du mein lieb Heimatland
  - Du, du liegst mir am Herzen
  - Kein schöner Land
- Der Junge von St. Pauli (1970)
  - Der Junge von St. Pauli
- Erinnerungen an Hans Albers (1971)
  - Kleine Möwe flieg nach Helgoland
- Gestern – heute (1971)
  - Der Junge von St. Pauli
- Top Star (1976)
  - Der Junge von St. Pauli
- Freddy Quinn singt die schönsten deutschen Volkslieder (1977)
  - Kein schöner Land

## Titelliste
Das Album beinhaltet folgende zwölf Titel:
- Seite 1

1. Heut’ geht’s an Bord (Volksweise, arrangiert von Franz Josef Breuer)[1]
2. Wir lagen vor Madagaskar (Volksweise, Text (1937) von Just Scheu)[2]
3. Du, du liegst mir am Herzen (Volksweise, arrangiert von Lotar Olias)[3]
4. Lustig ist das Zigeunerleben (Volksweise, arrangiert von Walter Heyer)[4]
5. Am Brunnen vor dem Tore (Volksweise und Franz Schubert; Text von Wilhelm Müller. Im Original als Der Lindenbaum. Arrangiert von Lotar Olias)[5]
6. Nun ade, du mein lieb Heimatland (Volksweise, arrangiert von Lotar Olias)[6]

- Seite 2

1. Horch, was kommt von draußen rein (Volksweise, arrangiert von Walter Heyer)[7]
2. Der Junge von St. Pauli (komponiert von Ernst Bader und Freddy Quinn)[8]
3. Hamborger Veermaster (Volksweise, arrangiert von Franz Josef Breuer. Im Original als The Banks Of Sacramento.)[9]
4. Kleine Möwe flieg nach Helgoland (Musik von Jim Cowler, Text von Bruno Balz. Geschrieben 1934 von Herbert Ernst Groh)[10]
5. Kein schöner Land (Geschrieben 1840 von Anton Wilhelm von Zuccalmaglio, arrangiert von Lotar Olias)[11]
6. Weißt du wieviel Sternlein stehen (Geschrieben 1837 von Wilhelm Hey, arrangiert von Lotar Olias)[12]